# Fisioterapia neurológica infantil
La fisioterapia neurológica se dedica a permitir que niños que tuvieron una lesión neurológica como, por ejemplo, parálisis cerebral, tengan un desarrollo motor adecuado o alcancen un desarrollo motor óptimo que les permita un grado de independencia en las tareas de la vida diaria. Para ello existen varias corrientes a seguir como tratamiento:
- Bobath
- Kabat
- Vojta
- Castillo Morales
- LeMetayer
- etc.

- Datos: Q5862320